# Джовані Бранка
Джованні Бранка (народився 1571, помер 1645) — італійський інженер і будівельник. Він створив проект  парової турбіни.

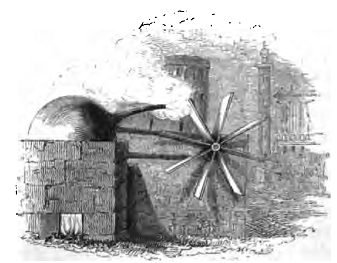
Парова турбіна Джовані Бранка

З 1616 року Бранка працював у Священному Домі Святої Діви в Лорето. Він був громадянином Риму в 1622 році. Помер 24 січня 1645 року в Лорето.

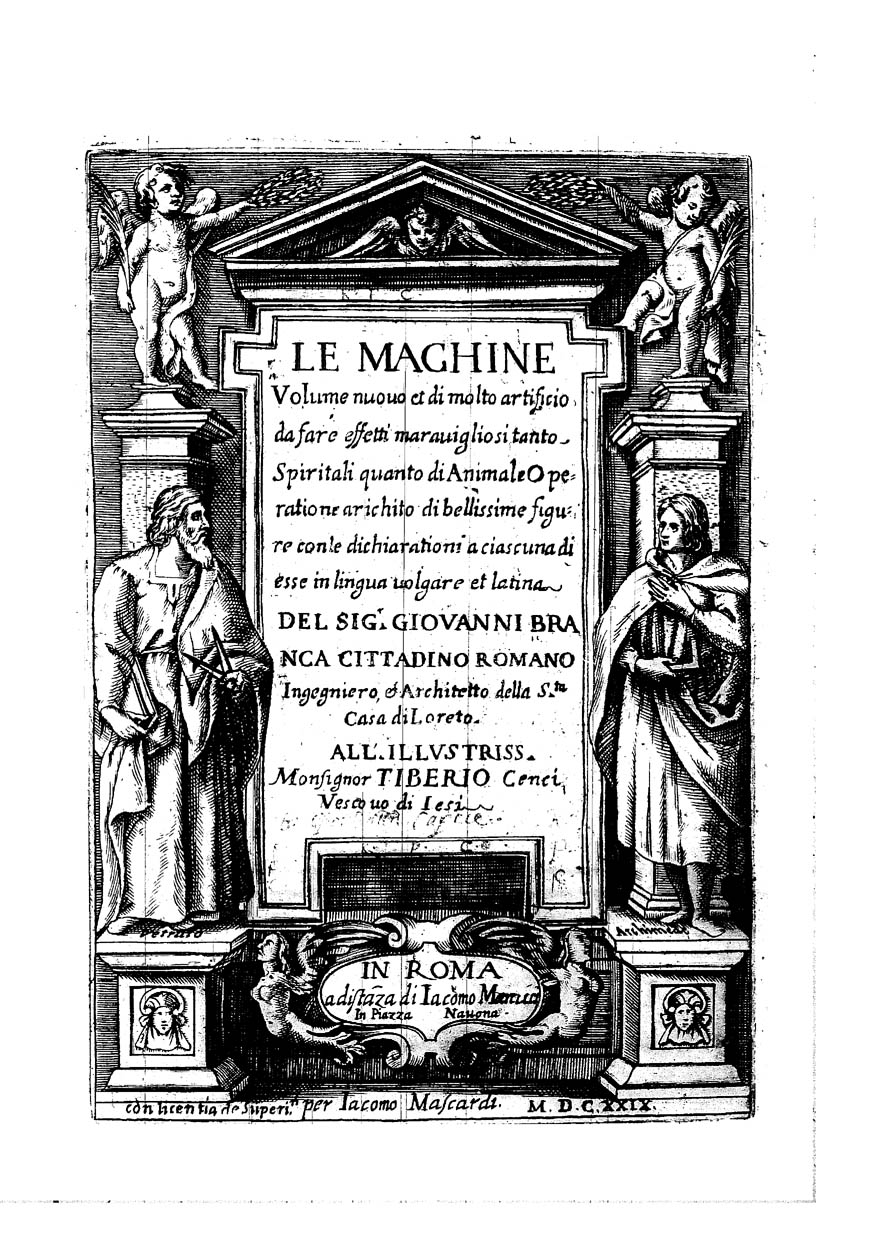
Le machine, 1629